# Deni Milošević
Deni Milošević (Servisch: Дени Милошевић) (9 maart 1995) is een Bosnisch-Belgische voetballer die doorgaans als aanvallende middenvelder speelt. Hij verruilde Standard Luik in juli 2016 voor Konyaspor. Milošević debuteerde in 2018 in het Bosnisch voetbalelftal.
Hij is een zoon van oud-voetballer Cvijan Milošević.

## Carrière
Op 12 december 2013 maakte Milošević onder coach Guy Luzon zijn debuut voor Standard. Hij mocht toen in de Europa League tegen IF Elfsborg na 77 minuten invallen voor Frédéric Bulot. Op 18 januari 2014 maakte hij zijn competitiedebuut voor de Rouches. Milošević mocht toen in de basis starten tegen KV Oostende. Standard won het duel met 2-0.

## Clubstatistieken
| Seizoen | Club               | Competitie    | Competitie | Competitie | Beker | Beker | Supercup | Supercup | Europees | Europees | Totaal | Totaal |
| Seizoen | Club               | Competitie    | Wed.       | Dlp.       | Wed.  | Dlp.  | Wed.     | Dlp.     | Wed.     | Dlp.     | Wed.   | Dlp.   |
| ------- | ------------------ | ------------- | ---------- | ---------- | ----- | ----- | -------- | -------- | -------- | -------- | ------ | ------ |
| 2013/14 | Standard Luik      | Eerste klasse | 1          | 0          | 0     | 0     | —        | —        | 1        | 0        | 2      | 0      |
| 2014/15 | Standard Luik      | Eerste klasse | 2          | 0          | 0     | 0     | —        | —        | 1        | 0        | 3      | 0      |
| 2015/16 | → Waasland-Beveren | Eerste klasse | 23         | 4          | 1     | 0     | —        | —        | —        | —        | 24     | 4      |
| 2016/17 | Konyaspor          | Süper Lig     | 31         | 2          | 10    | 0     | —        | —        | 6        | 1        | 47     | 3      |
| 2017/18 | Konyaspor          | Süper Lig     | 33         | 3          | 3     | 0     | —        | —        | 6        | 1        | 42     | 4      |
| 2018/19 | Konyaspor          | Süper Lig     | 33         | 1          | 2     | 1     | —        | —        | 0        | 0        | 35     | 2      |
| 2019/20 | Konyaspor          | Süper Lig     | 25         | 3          | 0     | 0     | —        | —        | 0        | 0        | 25     | 3      |
| Totaal  | Totaal             | Totaal        | 143        | 13         | 16    | 1     | 0        | 0        | 14       | 2        | 178    | 16     |

Bijgewerkt op 21 maart 2020